# Герман I фон Ортенбург
Герман I фон Ортенбург (Hermann I von Ortenburg) (1190/1191 — 19 марта/18 июня 1256) — граф Ортенбурга (в Каринтии).
Сын Оттона II фон Ортенбурга и некоей Бригиды (возможно — из рода графов фон Хойнбург). Дата смерти отца не выяснена: известно, что в 1197 году он отправился в крестовый поход в Святую Землю, и о его дальнейшей судьбе сведений нет.
Старший брат Германа I Генрих прижизненно упоминается в 1197 году, но вероятно, что он умер раньше отца. Младший брат, Оттон III, в феврале 1216 года упоминается без графского титула, в 1222 году — уже как граф: это может означать, что в первом случае он ещё не достиг совершеннолетия. Таким образом, можно предположить, что Герман I родился незадолго до 1192 года, когда он упоминается в хартии отца. Был ещё один брат — Ульрих фон Ортенбург (после 1190 — ок. 1253), епископ Гурка с 1211.
В соответствии с вышесказанным, Герман I правил сначала под опекой, затем самостоятельно один, в примерном промежутке 1217—1243 — совместно с братом, и потом снова один.
В 1239 году в обмен на прощение долгов получил у графа Вильгельма фон Хойнбурга права на замок и сеньорию Лессах в Крайне, находившиеся в пожизненном владении его брата Альберта фон Хойнбурга — пробста в Пассау. Однако Альберт прожил долго, и его сеньорию получили только сыновья Германа I.
Исходя из количества детей и большой разницы дат свадьбы дочерей предполагается, что Герман I был женат дважды. Имя и происхождение первой жены не выяснены. От неё дети:
- Генрих II (ум. после 6.12.1270), граф Ортенбурга
- Оттон, в 1256 г. числится как пробст в Бамберге
- дочь, в 1248 г. упоминается как жена Конрада фон Аурсперга
- Ульрих, канонник в Зальцбурге
- Елизавета (ум. 1277), жена Вульфлинга фон Штубенберга

Вторая жена — Ойфемия фон Плайн унд Хардегг, дочь графа Конрада I фон Плайн унд Хардегг. От неё дети:
- Фридрих II (ум. 28.03.1304), граф Ортенбурга
- Агнесса (ум. после 1298), с 1263 г. жена графа Генриха фон Пфанберга
- Ойфемия (р. до 1250, ум. не ранее 1304), графиня фон Плайн унд Хардегг, жена графа Альбрехта фон Гёрца.